# 证券交易所

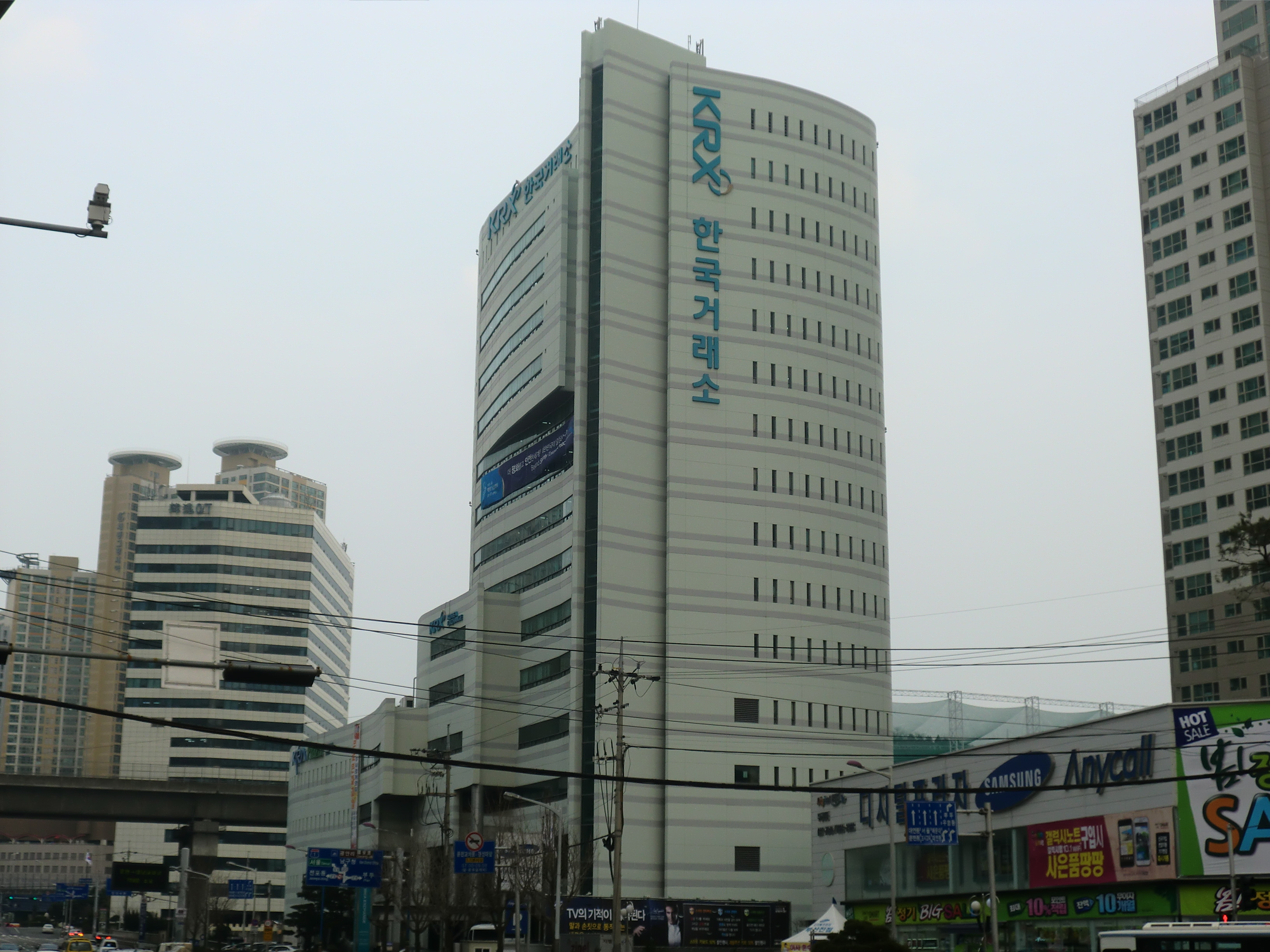
韓國證券交易所

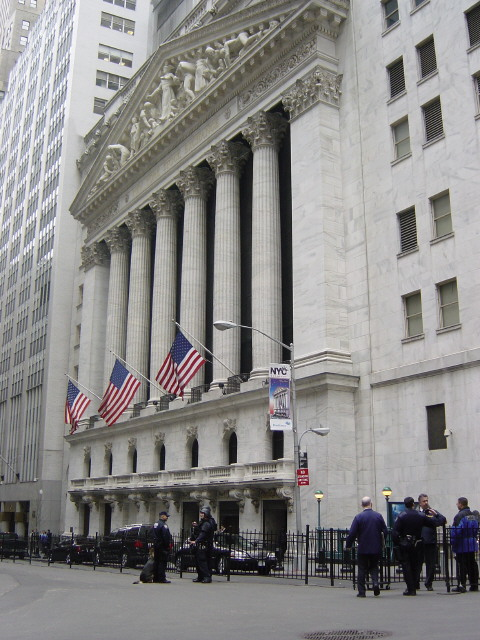
紐約證券交易所

证券交易所（英語：Stock exchange）是买卖股票、公司债、政府公债、國庫券、可轉讓定期存單等有价证券的金融市场。集合有价证券的买卖者，经过证券经纪人的居间完成交易。
世界上最早的证券交易所是1602年由荷蘭東印度公司设立的荷兰阿姆斯特丹交易所。在中国，最早的证券交易所是1905年外商组织的上海众业公所，以及1918年设立的北平证券交易所。现代交易所中规模较大的，如纽约和伦敦的证券交易所，都有经营除了當地證券外的各国证券交易。证券交易所的出现，为证券买卖创造了一个常设市场，成为货币资本借以实现长期投资的机构，因此通常称它为长期金融市场。在一些国家，证券交易所作为经济的核心，有能力从项目跨越大公司，几个特定的产品在证券交易所内交易，参与者之间的新形式的经济交流。

## 交易所
| 亞洲                     | 歐洲               | 北美洲及其他                   |
| ------------------------ | ------------------ | ------------------------------ |
| 香港交易所               | 倫敦證券交易所     | 澳洲證券交易所                 |
| 東京證券交易所           | 泛歐交易所         | 紐約證券交易所                 |
| 名古屋證券交易所         | 法蘭克福證券交易所 | 那斯達克                       |
| 福岡證券交易所           | 冰島證券交易所     | 多伦多证券交易所               |
| 韓國交易所               | 马德里证券交易所   | 墨西哥證券交易所               |
| 马来西亚股票交易所       |                    | 南非证券交易所                 |
| 新加坡交易所             |                    | 加纳证券交易所                 |
| 印度国家证券交易所       |                    | 圣文森特和格林纳丁斯证券交易所 |
| 孟买证券交易所           |                    |                                |
| 北京证券交易所           |                    |                                |
| 上海證券交易所           |                    |                                |
| 深圳证券交易所           |                    |                                |
| 澳門證券交易所（規劃中） |                    |                                |
| 臺灣證券交易所           |                    |                                |
| 卡拉奇证券交易所         |                    |                                |

## 上市要求
每個證券交易所都對希望在該交易所上市的公司提出了自己的上市要求。此類條件可能包括已發行股票的最低數量、最低市值和最低年收入。
上市要求示例
一些證券交易所規定的上市要求包括：
- 紐約證券交易所（NYSE）：紐約證券交易所要求公司至少發行110萬股價值4000萬美元的股票，並且在過去三年中的收入必須超過1000萬美元。
- 納斯達克證券交易所（NASDAQ）：納斯達克要求公司至少發行125萬股價值至少7000萬美元的股票，並且在過去三年中的收入必須超過1100萬美元。
- 倫敦證券交易所（LSE）：倫敦證券交易所的主要市場要求最低市值70萬英鎊、三年經審計的財務報表、最低公眾持股量25%和自上市之日起至少12個月的充足營運資金.
- 孟買證券交易所（BSE）：孟買證券交易所要求最低市值為2.5億盧比（330萬美元），最低公眾持股量為1億盧比（130萬美元）。
- 台灣證券交易所（TWSE）：台灣證券交易所要求最低市值為50億或60億新台幣。

## 另見
- 期貨交易所
- 金融衍生工具
- 商品交易所
- 交易所